# 克里什托福维奇山脉
克里什托福维奇山脉（俄语：Хребет Криштофовича）是得抚岛的山脉，属萨哈林州库里尔斯克区，最高点岩尾山海拔1426米。它以苏联地质学家和生物学家阿夫利堪·尼古拉耶维奇·克里什托福维奇命名.。